# Залесе (гмина)
Залесе (пол. Zalesie) — сельская гмина (волость) в Польше, входит как административная единица в Бяльский повет, Люблинское воеводство. Население — 4559 человек (на 2004 год).

## Сельские округа
1. Березувка
2. Деречанка
3. Добрынь-Дужы
4. Добрынь-Колёня
5. Добрынь-Малы
6. Хорбув
7. Хорбув-Колёня
8. Киёвец
9. Киёвец-Колёня
10. Клода-Дужа
11. Клода-Мала
12. Кочукувка
13. Ляхувка-Дужа
14. Ляхувка-Мала
15. Малёва-Гура
16. Нове-Мокраны
17. Новосюлки
18. Старе-Мокраны
19. Вулька-Добрыньска
20. Залесе

## Соседние гмины
1. Гмина Бяла-Подляска
2. Гмина Пищац
3. Гмина Рокитно
4. Гмина Тересполь